# Anam Amin
Anam Amin (Urdu انعم امین; * 11. August 1992 in Lahore, Pakistan) ist eine pakistanische Cricketspielerin die seit 2014 für die pakistanische Nationalmannschaft spielt.

## Aktive Karriere
Ihr Debüt in der Nationalmannschaft absolvierte sie im WODI und WTwenty20-Cricket auf der Tour in Bangladesch im März 2014. Daraufhin wurde sie auch für den direkt danach stattfindenden ICC Women’s World Twenty20 2014 nominiert, wobei sie sechs Spiele absolvierte. Ein Jahr darauf bei der Tour gegen Südafrika konnte sie im ersten WODI 3 Wickets für 24 Runs und im zweiten 4 Wickets für 9 Runs erzielen. Im Oktober 2015 gelangen ihr bei der Tour gegen Bangladesch im ersten WODI 3 Wickets für 25 Runs und im zweiten WODI 4 Wickets für 7 Runs. Für letzteres wurde sie als Spielerin des Spiels ausgezeichnet. Direkt im Anschluss konnte sie in den West Indies 4 Wickets für 27 Runs erreichen. Zum Ende der Saison 2015/16 bestritt sie mit dem Team den ICC Women’s World Twenty20 2016 und konnte hier unter anderem gegen die West Indies 4 Wickets für 16 Runs erreichen, wofür sie als Spielerin des Spiels ausgezeichnet wurde.
Im Oktober 2018 gelangen ihr in Bangladesch beim zweiten WTwenty20 3 Wickets für 0 Runs und sie wurde als Spielerin des Spiels ausgezeichnet. Im Februar 2019 gelangen ihr gegen die West Indies im dritten WTwenty20 3 Wickets für 34 Runs. Ihr erstes Five-for konnte sie im ersten WODI gegen die West Indies im November 2021 erzielen, als ihr 5 Wickets für 35 Runs gelangen. Kurz darauf erreichte sie beim Women’s Cricket World Cup Qualifier 2021 gegen Simbabwe 3 Wickets für 9 Runs, wofür sie als Spielerin des Spiels ausgezeichnet wurde. Im Januar 2022 wurde sie für den Women’s Cricket World Cup 2022 nominiert, bei dem sie vier Spiele bestritt, jedoch keine herausragenden Leistungen vorzeigen konnte. Ähnlich verliefen die Commonwealth Games 2022, bei denen sie zwei Spiele beim Ausscheiden der pakistanischen Mannschaft in der Vorrunde bestritt.